# 云南紫茎
云南紫茎（学名：Stewartia yunnanensis）为山茶科紫茎属下的一个种。其种加词 yunnanensis 意为“云南的”。